# Fontana di Trevi
Fontana di Trevi je smještena u okrugu Trevi u Rimu, Italija. Visine 26,3 m i širine 49,15 m to je najveća barokna fontana u gradu i jedna od najpoznatijih u svijetu.
Fontana je sagrađena u 18. stoljeću, po narudžbi pape Klementa XII., iako je u jednostavnijem obliku na tom mjestu postojala već u 15. stoljeću.
Fontana označava kraj akvadukta "Aqua Virgine" sagrađenog u doba Marka Agripe pred kraj stare ere, koji vodu doprema iz dvadesetak kilometara udaljenog izvora. Isti se akvadukt koristi i za punjenje brojnih drugih fontana u centru Rima.
Na prvoj razini fontane se nalazi reljef jedne djevojke, popularne djevice po kojoj je akvadukt nazvan. Nazvan je po djevojčici koja je Agripi i pokazala izvor vode.
Usred fontane je postavljena dominantna skulptura Neptuna, vladara mora – koje simbolizira voda ispred skulptura, koji upravlja kočijom u koju su upregnuta dva morska konja, dok s bočnih strana se nalaze Tritoni. Navodno to su Neptunovi sinovi, morski borci. Jedan od njih se bori, pokušava obuzdati hipokampa, dok drugi mirno vodi tu životinju. Salvi je htio time predstaviti moć Neptuna ali i ćudljivost mora. 
S lijeve strane Neptuna se nalazi skulptura koja predstavlja obilje, a zdesna zdravlje.

### Bacanje novčića
Prema legendi bacite li kovanicu u predivno barokno djelo arhitekta Nicole Salvija u Rim ćete se sigurno vratiti.
Obično se bacaju dvije kovanice preko ramena – prva, za vašu želju, a druga za ponovni povratak u Rim.
To bi mogao biti razlog zašto komunalne službe svakog jutra pokupe "utržak" od 3000 eura u prosjeku. Novac se upotrebljava u svrhu čišćenja ovog megapolisa. Mnogi turisti misle da fontana na ovom mjestu postoji oduvijek, no nije tako.
Fontana je bila scena brojnih filmova snimljenih u Rimu, npr. Praznik u Rimu, La dolce vita, Scarlet and the black.